# Thryssa kammalensis
Thryssa kammalensis es una especie de pez del género Thryssa, familia Engraulidae, orden Clupeiformes. Fue descrita científicamente por Bleeker en 1849.
Es una especie inofensiva para el ser humano y es muy comercializado en pesquerías.

## Descripción
La longitud estándar es de 18 centímetros. Puede alcanzar un peso máximo de 36,5 gramos.

## Distribución y hábitat
Se distribuye por el Pacífico Indo-Occidental: en Penang, Malasia, el sur de Tailandia hasta Singapur, el sur de Kalimantan, Java y Célebes. Habita en zonas costeras donde puede alcanzar los 20 metros de profundidad.